# センウズモドキ
センウズモドキ（川烏頭擬、学名：Aconitum jaluense subsp. iwatekense）は、キンポウゲ科トリカブト属の疑似一年草。日本の九州、朝鮮半島、中国大陸東北部およびロシア沿海地方に分布するコウライブシ A. jaluense subsp. jaluense を分類上の基本種とする亜種。有毒植物。

## 特徴
地下の塊根は径0.3-1.5cmになる。茎は斜上して上部は大きく垂れ、長さは50-150cmになる。枝は中部でよく分枝するがあまり伸長せず、上部に屈毛が生える。根出葉は花時には枯れて存在しない。中部の茎葉の葉柄は長さ3-7cmになり、無毛であるか、屈毛または開出毛が生え、ときにその両方が生える。中部の茎葉の葉身は草質で光沢がなく、五角形状腎円形で、長さ9-19cmになり、3深裂または3全裂する。裂片には粗い卵形の鋸歯があるか、羽状に中裂して、鋸歯または終裂片は狭卵形から披針形になる。
花期は8-10月。花序は総状から散房状になり、上部から下部に向かって開花する。花柄は長さ1-5cmで、全面に開出毛が密に生え、上端部では腺毛が混じる。花は青紫色、しばしば黄白色または白色になり、長さは3-4cmになる。青森県と岩手県では、花の色が緑色になることがある。トリカブト属共通の特徴であるが、花弁にみえるのは萼片で、上萼片1個、側萼片2個、下萼片2個の5個で構成される。かぶと状になる上萼片は背の高い円錐形になり、外面に開出毛と腺毛が生え、前方の嘴は長くとがる。花弁は上萼片の中にかくれて見えないが、柄、舷部、蜜を分泌する距、唇部で構成される。1対あり、柄は長さ10-16mm、舷部は幅3-6mmあってふくらみ、距は長く屈曲する。雄蕊は多数あり、開出毛が生え、雌蕊は3-5個あり、斜上毛が疎らに生えるかまたは無毛。果実は長さ13-15mmの袋果になり、直立する。染色体数2n=32の4倍体種である。 

## 分布と生育環境
日本固有種。本州の東北地方北部の太平洋側（青森県）から関東地方の沿岸山地（茨城県）まで、群馬県、中部地方の内陸山地（長野県）に分布し、山地の林縁に生育する。

## 名前の由来
和名センウズモドキは、「川烏頭擬き」の意で、センウズ（川烏頭）に似ているが、それとは異なるという意味である。センウズについては文献により諸説あるが、薬用植物で園芸植物でもあるカラトリカブト Aconitum carmicaeli Debx. の塊根をそのまま乾燥させた生薬をいう。
亜種名 iwatekense は、「岩手県の」の意味。

## 分類
センウズモドキは、トリカブト属トリカブト亜属 Subgenus Aconitum のうち、花弁の舷部が距に向かって膨大するキヨミトリカブト節 Section Euchylodea に属し、同節のうち、花はふつう花序の上から下に向かって開花するヤマトリカブト列 Series Japonica に分類される。ヤマトリカブト列に属する日本に分布するの種のうち、温帯に生育する種（高山植物でない種）としては、本亜種と基本種のコウライブシ Aconitum jaluense の他、ウゼントリカブト A. okuyamae、オンタケブシ A. metajaponicum、ヤマトリカブト A. japonicum（亜種にオクトリカブト subsp. subcuneatum、ツクバトリカブト subsp. maritimum 等がある）、ヤサカブシ A. nikaii 、カワチブシ A. grossedentatum が属する。本亜種と基本種コウライブシは、葉が五角形で3全裂-深裂し、花柄と上萼片に開出毛と腺毛が生え、上萼片の嘴は長いこと。ウゼントリカブトとオンタケブシは、葉が腎円形で3浅裂-中裂し、花柄と上萼片に開出毛と腺毛が生え、上萼片の嘴は短いこと。ヤマトリカブトとヤサカブシは、花柄と上萼片に屈毛がが生えること。カワチブシの花柄と上萼片は無毛であることが異なる。なお、コウライブシおよびオンタケブシは分布が限られ極まれな種であり、ヤサカブシは山口県にのみ分布する種である。
また、2019年に新種記載された群馬県特産のサンチュウトリカブト A. ohmorii とは、葉の裂け方や花柄に開出毛が生える点で本亜種に似るが、花弁の舷部が膨大しないこと、距の先端が強く巻くこと、上萼片の嘴が短いこと、果実がより小型であること等で区別される。

## 種の保全状況評価
絶滅危惧II類 (VU)（環境省レッドリスト）
（2020年、環境省）

都道府県のレッドデータ、レッドリストの選定状況は次の通り。
青森県-重要希少野生生物（Bランク）、岩手県-Cランク、宮城県-要注目種、福島県-絶滅危惧II類(VU)、茨城県-情報不足、群馬県-絶滅危惧II類(VU)
なお、基本種のコウライブシは、絶滅危惧IA類(CR) （2020年、環境省）に選定されている。また、同種は2021年1月に、絶滅のおそれのある野生動植物の種の保存に関する法律（平成4年法律第75号）による国内希少野生動植物種に指定された。環境大臣の許可を受けて学術研究等の目的で採取等をしようとする場合以外は、採取、損傷等は禁止されている。

## ギャラリー

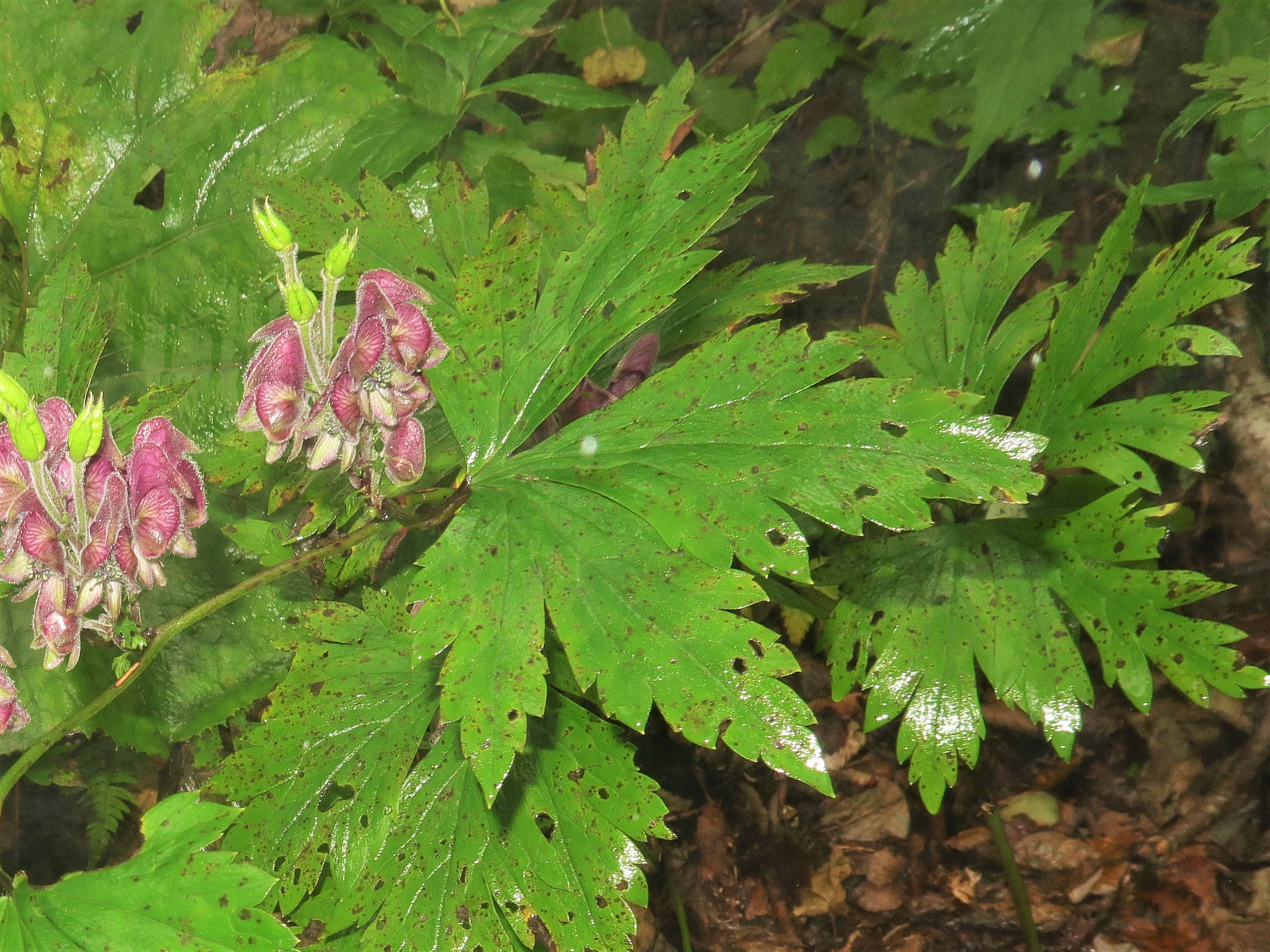
葉は五角形状腎円形で、3深裂または3全裂し、裂片は羽状に中裂する。
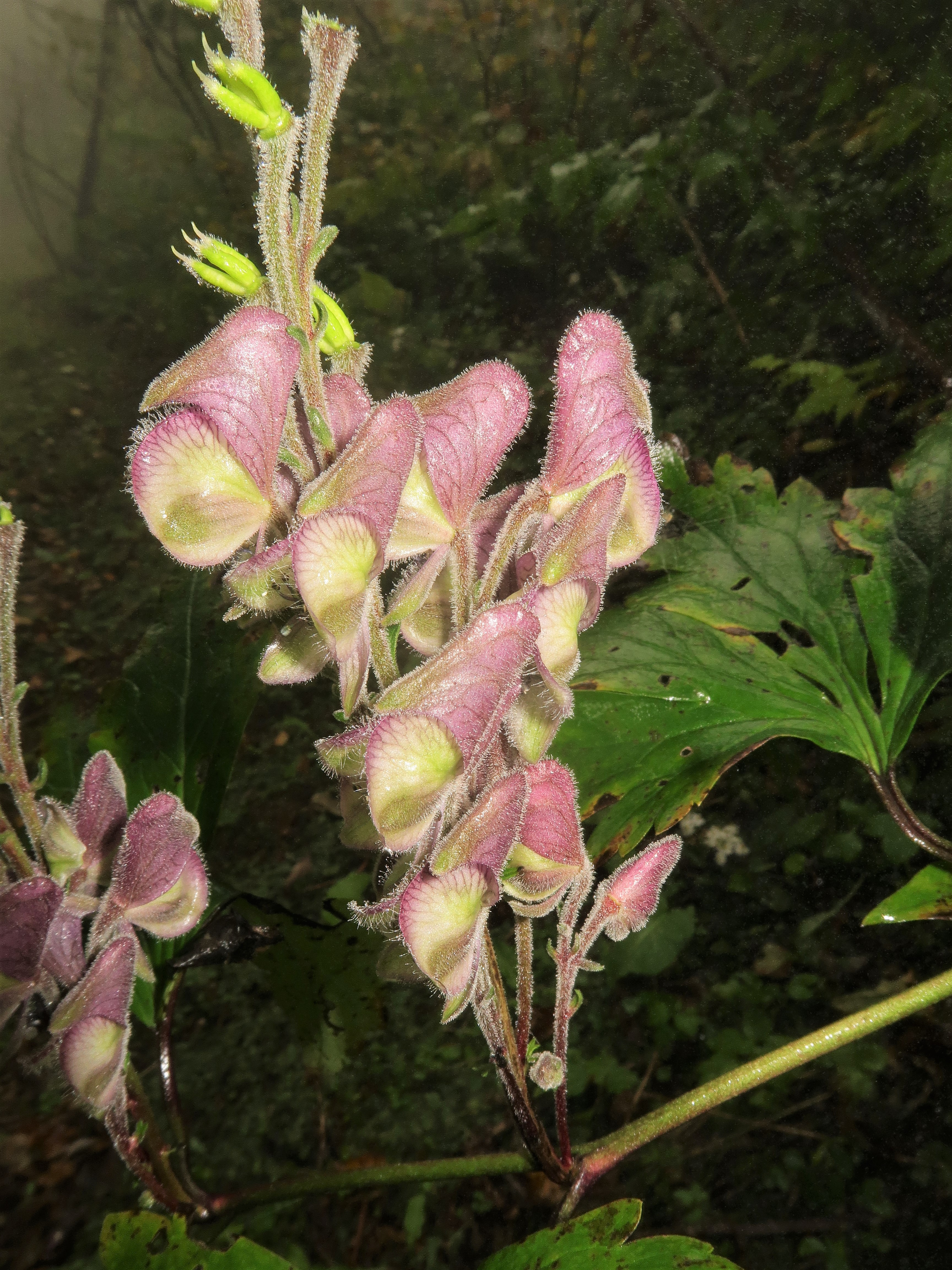
花は花序の上部から下部に向かって開花する。側萼片が緑色をおびる。
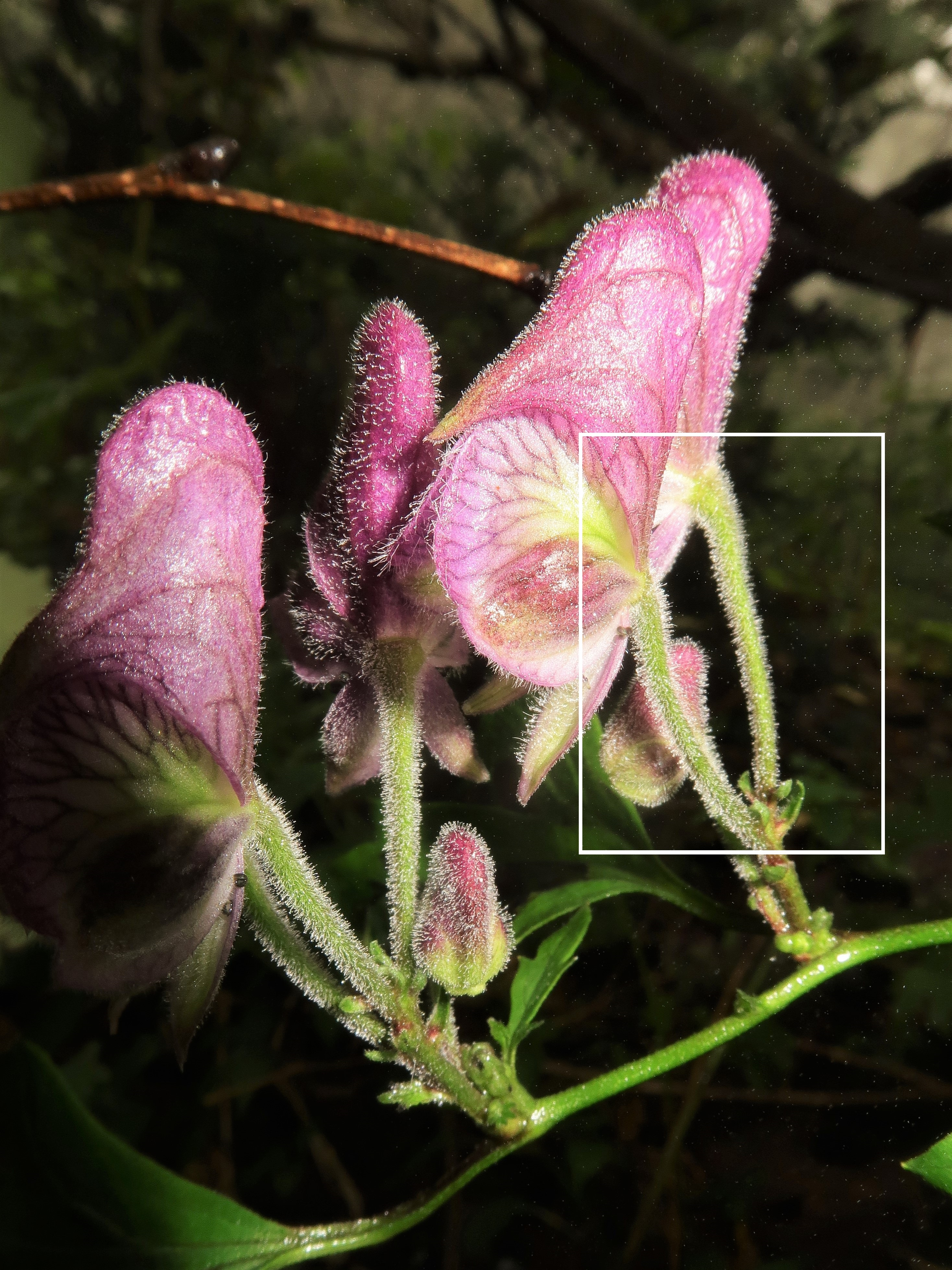
花弁にみえるのは萼片で、上から、上萼片1個、側萼片2個、下萼片2個の5個で構成される。萼片外面に開出毛が生える。上萼片の前方の嘴は長くとがる。白色の四角形を右写真に拡大。
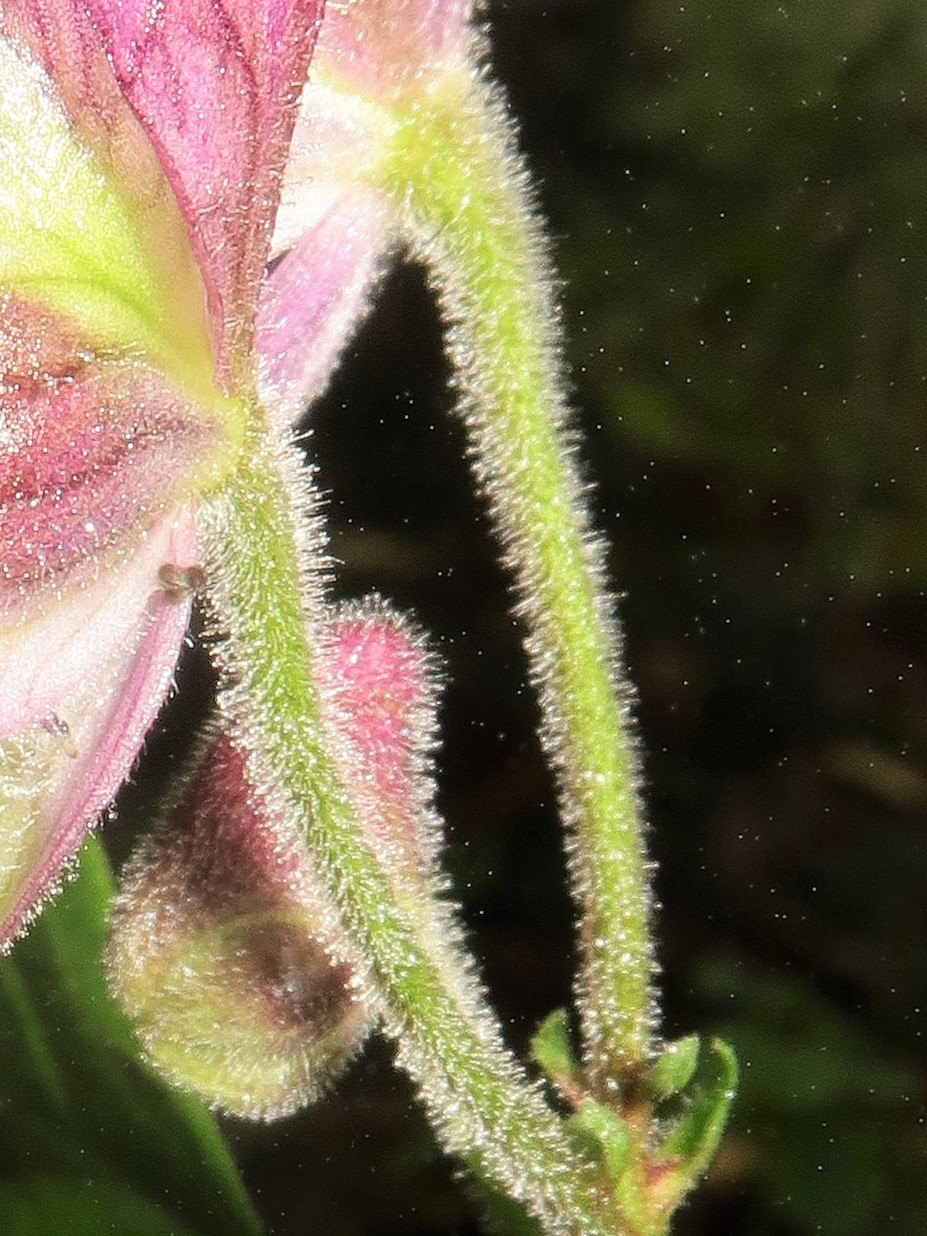
左の白色の四角形の拡大。花柄に開出毛と腺毛が生える。
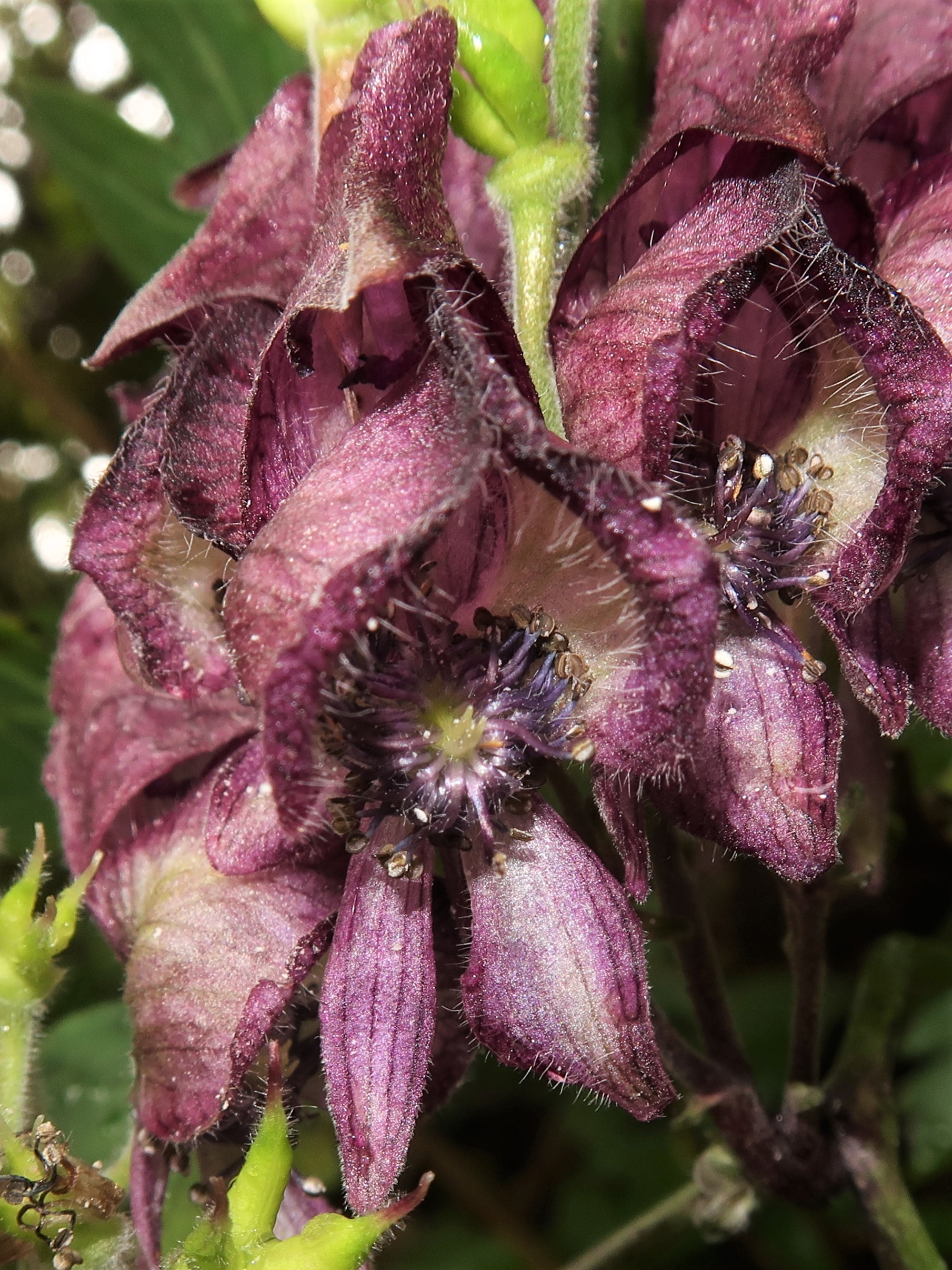
雄蕊に開出毛が生える。
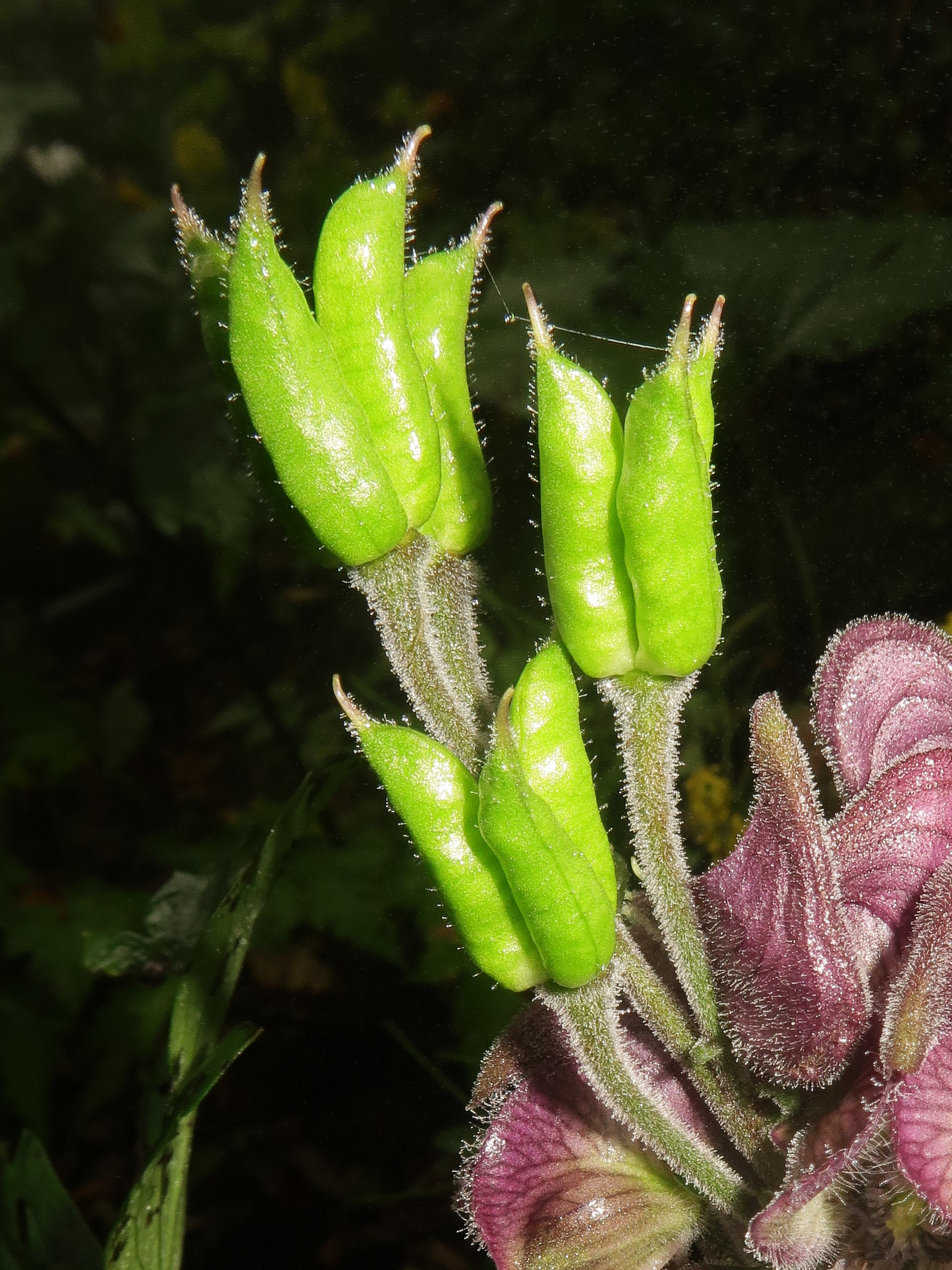
若い果実。